# Regin Winther Poulsen
Regin Winther Poulsen (født 11. oktober 1994) blev den 9. marts 2012 valgt som formand for den færøske politiske ungdomsorganisation Unga Tjóðveldið.
Han bor i Hoyvik ligesom formanden for moderpartiet Tjóðveldi (Republikanerne), Høgni Hoydal.
Han har studeret på Føroya Studentaskúli og HF-skeið i Hoyvik.